# 赫爾辛基藝術大學
赫爾辛基藝術大學（芬蘭語：Taideyliopisto）是芬蘭的一所大學，成立於2013年，由以前的西貝柳斯音樂學院、赫尔辛基戏剧学院和芬蘭美術學院合併而成。

## 外部連結
- Official webpage